# Gairkata
Gairkata é uma vila no distrito de Jalpaiguri, no estado indiano de Bengala Ocidental.

## Demografia
Segundo o censo de 2001, Gairkata tinha uma população de 8713 habitantes. Os indivíduos do sexo masculino constituem 51% da população e os do sexo feminino 49%. Gairkata tem uma taxa de literacia de 66%, superior à média nacional de 59,5%: a literacia no sexo masculino é de 72% e no sexo feminino é de 59%. Em Gairkata, 12% da população está abaixo dos 6 anos de idade.